# Championnat de Hong Kong de football 1960-1961
Navigation
Saison précédente Saison suivante
La saison 1960-1961 du Championnat de Hong Kong de football est la seizième édition de la première division à Hong Kong, la First Division League. Elle regroupe, sous forme d'une poule unique, les treize meilleures équipes du pays qui se rencontrent deux fois, à domicile et à l'extérieur. En fin de saison, les deux derniers du classement sont relégués et remplacés par les deux meilleurs clubs de Second Division League, la deuxième division hongkongaise. 
C'est le club de South China AA, quadruple tenant du titre, qui remporte à nouveau le championnat cette saison après avoir terminé en tête du classement final, avec onze points d'avance sur un duo composé de Happy Valley AA et de Tung Wah FC. C'est le dixième titre de champion de Hong Kong de l'histoire du club.

## Clubs participants
- Kitchee SC
- Kowloon Motor Bus FC
- Caroline Hill FC - Promu de D2
- South China AA
- Eastern AA
- Tung Wah FC
- Auxiliary Fire Services FC - Promu de D2
- Sing Tao SC
- Royal Air Force FC - Promu de D2
- Kwong Wah AA
- Army XI
- Hong Kong Police FC
- Happy Valley AA

## Compétition
Le barème de points servant à établir les classements se décompose ainsi :
- Victoire : 2 points
- Match nul : 1 point
- Défaite : 0 point

### Classement
| Rang | Équipe                      | Pts | J  | G  | N | P  | Bp | Bc  | Diff |
| ---- | --------------------------- | --- | -- | -- | - | -- | -- | --- | ---- |
| 1    | South China AAT             | 45  | 24 | 22 | 1 | 1  | 96 | 19  | +77  |
| 2    | Happy Valley AA             | 34  | 24 | 14 | 6 | 4  | 78 | 39  | +39  |
| 3    | Tung Wah FC                 | 34  | 24 | 16 | 2 | 6  | 71 | 40  | +31  |
| 4    | Kowloon Motor Bus FC        | 32  | 24 | 14 | 4 | 6  | 65 | 46  | +19  |
| 5    | Sing Tao SC                 | 30  | 24 | 14 | 2 | 8  | 57 | 32  | +25  |
| 6    | Hong Kong Police FC         | 29  | 24 | 14 | 1 | 9  | 57 | 44  | +13  |
| 7    | Eastern AA                  | 22  | 24 | 10 | 2 | 12 | 60 | 56  | +4   |
| 8    | Kitchee SC                  | 22  | 24 | 8  | 6 | 10 | 52 | 49  | +3   |
| 9    | Army XI                     | 19  | 24 | 8  | 3 | 13 | 47 | 66  | -19  |
| 10   | Kwong Wah AA                | 18  | 24 | 8  | 2 | 14 | 48 | 57  | -9   |
| 11   | Caroline Hill FCP           | 12  | 24 | 3  | 6 | 15 | 32 | 75  | -43  |
| 12   | Royal Air Force FCP         | 11  | 24 | 4  | 3 | 17 | 31 | 84  | -53  |
| 13   | Auxiliary Fore Services FCP | 4   | 24 | 1  | 2 | 21 | 30 | 117 | -87  |

|  | Champion de Hong Kong 1961              |
|  | Relégation directe en deuxième division |
|  | T : Tenant du titre P : Promu de D2     |

## Bilan de la saison
| Championnat de Hong Kong de football 1960-1961 |                            |
| Champion                                       | South China AA (10e titre) |
| Coupes et trophées                             |                            |
| Vainqueur de la Coupe de Hong Kong 1960-1961   | Non disputée               |
| Promotions et relégations                      |                            |
| Promus en First Division League                | Five-One-Seven FC          |
| Promus en First Division League                | Yuen Long SA               |
| Relégués en Second Division League             | Royal Air Force FC         |
| Relégués en Second Division League             | Auxiliary Fire Services FC |